# M-Kids
De M-kids was een Vlaamse meidengroep, rond het jaar 2000 opgericht in navolging van de rage rond de andere meidengroep K3. Ze bestond uit Tamara Cambré, Britt De Winter en Davina Cambré, die na audities werden gekozen.
Anno 2005 besloten de leden van de groep, toen de leeftijd van 18 à 19 jaar bereikt was, om met de artiestennaam M-Kids te stoppen en op zoek te gaan naar een meer volwassen naam. Later hebben de meisjes besloten om te stoppen met de groep. Tamara en Davina zongen in 2011 wel nog het "Buitenspeellied" van Nickelodeon. 
Op 30 juni 2023 traden M-kids eenmalig op ter gelegenheid van de foute party van Qmusic (Vlaanderen).

## Stripreeks
Er verscheen, na het grote succes van deze meidengroep, al vlug een eigen stripreeks: M-Kids, maar na zes albums stopten de tekenaars met de reeks.

## Discografie

### Albums
| Album met eventuele hitnotering(en) in de Nederlandse Album Top 100 | Datum van verschijnen | Datum van binnenkomst | Hoogste positie | Aantal weken | Opmerkingen |
| ------------------------------------------------------------------- | --------------------- | --------------------- | --------------- | ------------ | ----------- |
| Cool                                                                | 2002                  | 09-11-2002            | 31              | 28           |             |
| Power                                                               | 2003                  | 02-08-2003            | 19              | 11           |             |

| Album met hitnotering(en) in de Vlaamse Ultratop 200 albums | Datum van verschijnen | Datum van binnenkomst | Hoogste positie | Aantal weken | Opmerkingen                    |
| ----------------------------------------------------------- | --------------------- | --------------------- | --------------- | ------------ | ------------------------------ |
| Cool                                                        | 2001                  | 28-04-2001            | 1(1wk)          | 55           |                                |
| Crazy                                                       | 2002                  | 04-05-2002            | 1(1wk)          | 28           |                                |
| Power                                                       | 2003                  | 05-07-2003            | 7               | 13           |                                |
| Sinterklaas viert feest                                     | 2003                  | 29-11-2003            | 39              | 3            | met The Buzz Klub & Tina Bride |

### Singles
| Single met hitnotering(en) in de Vlaamse Ultratop 50 | Datum van verschijnen | Datum van binnenkomst | Hoogste positie | Aantal weken | Opmerkingen |
| ---------------------------------------------------- | --------------------- | --------------------- | --------------- | ------------ | ----------- |
| Swingen                                              | 2001                  | 24-03-2001            | 4               | 14           |             |
| Magniedit, magniedat                                 | 2001                  | 23-06-2001            | 7               | 13           |             |
| Halloween                                            | 2001                  | 06-10-2001            | 7               | 8            |             |
| Een mooie droom                                      | 2001                  | 15-12-2001            | 20              | 6            |             |
| Funky Monkey                                         | 2002                  | 16-02-2002            | 4               | 15           |             |
| The Jungle Song!                                     | 2002                  | 15-06-2002            | 9               | 13           |             |
| Yo! Yo! Lang leve de muziek                          | 2002                  | 28-09-2002            | 21              | 8            |             |
| Over & out                                           | 2002                  | 30-11-2002            | 17              | 9            |             |
| Indianendans                                         | 2003                  | 10-05-2003            | 2               | 18           |             |
| Poppa Joe                                            | 2003                  | 23-08-2003            | 10              | 10           |             |
| Disco                                                | 2003                  | 29-11-2003            | 22              | 10           |             |
| SMS                                                  | 2004                  | 07-02-2004            | 27              | 6            |             |
| Leve de vakantie!                                    | 2004                  | 10-07-2004            | 19              | 8            |             |